# 川黔肠蕨

川黔肠蕨（学名：Diplaziopsis cavaleriana），为蹄盖蕨科肠蕨属下的一个种。